# Battaglia dell'Aoo (274 a.C.)
La battaglia dell'Aoo, combattuta nel 274 a.C., vide contrapporsi da una parte l'esercito epirota, guidato dal re Pirro, e dall'altra l'esercito macedone di Antigono II Gonata. Lo scontro si concluse con una schiacciante vittoria di Pirro. Quest'ultimo, a seguito della sconfitta macedone, prese possesso della Tessaglia e della maggior parte della Macedonia Superiore, mentre Antigono riuscì a mantenere il controllo di alcune importanti città costiere.